# Fabienne Humm
Fabienne Valérie Humm (* 20. Dezember 1986 in Zürich) ist eine ehemalige Schweizer Fussballspielerin. Sie spielte von 2009 bis 2024 beim FC Zürich Frauen.

## Karriere

### Verein
Humms Interesse für Fussball wurde durch ihren vier Jahre älteren Bruder geweckt, den sie oft an seine Spiele mit dem FC Windisch begleitete. Mit sechs Jahren trat sie selbst dem Verein bei. Sie spielte als einziges Mädchen in einer Bubenmannschaft. Später spielte sie beim FC Sursee in einem Mädchenteam und wiederum beim FC Windisch. Bis im Alter von 17 wurde sie auf der Position der Torhüterin eingesetzt. Von 2006 bis 2009 spielte sie beim FC Schlieren.
Im Sommer 2009 wechselte sie zum amtierenden Schweizer Meister FC Zürich Frauen, bei dem sie bis heute spielt. Der FCZ war in dieser Zeit ausserordentlich erfolgreich. Humm gewann mit dem Verein 10 Meistertitel und 7 Mal den Schweizer Cup. Sie kam in 402 Pflichtspielen zum Einsatz und erzielte dabei 307 Tore. Damit ist sie Rekordspielerin und Rekordtorschützin des Vereins. Seit 2013 war sie Kapitänin des Teams. Sie ist eine der erfolgreichsten Fussballerinnen der Women’s Super League: Fünfmal war sie beste Torschützin, mehrfach wurde sie ins Team der Saison gewählt, und im Januar 2023 wurde sie als beste Spielerin der Liga (AXA Women’s Super League Player 2022) ausgezeichnet. Mehrfach spielte sie mit dem FCZ auch in der UEFA Women’s Champions League. Humm hatte mehrere Angebote von Vereinen im Ausland, insbesondere auch nach ihrem Auftritt bei der WM 2015, entschied sich aber stets dafür, in der Schweiz und in ihrem gewohnten Umfeld zu bleiben. Fussball war für Humm stets nur ein Hobby. Während ihrer gesamten Karriere arbeitete sie Vollzeit als Büroangestellte. Nach der Saison 2023/24 beendete sie mit 37 Jahren ihre aktive Fussballkarriere. Ihr letztes Spiel für den FCZ bestritt sie am 26. Mai 2024 beim Playoff-Final gegen Servette FC Chênois.

### Nationalmannschaft
Humm debütierte am 26. Mai 2012 in der Schweizer Fussballnationalmannschaft gegen Irland und konnte sich mit dieser für die Weltmeisterschaft 2015 in Kanada qualifizieren. Es war dies die erste WM-Teilnahme des Schweizer Teams. Am 12. Juni 2015 erzielte sie im zweiten Gruppenspiel beim 10:1 gegen Ecuador den schnellsten Hattrick bei einer WM der Frauen durch drei Tore innerhalb von fünf Minuten (47., 49. und 52. Spielminute), womit sie die bisherige Bestmarke von acht Minuten der Japanerin Mio Ōtani von 2003 unterbot. Auf Twitter ging damals der Hashtag #hummbelievable viral. 2017 nahm sie an der Europameisterschaft in den Niederlanden teil. Im Anschluss an dieses Turnier gab sie ihren Rücktritt aus dem Nationalteam bekannt. Zwei Jahre später liess sie sich jedoch vom neuen Nationaltrainer Nils Nielsen dazu überreden, ins Team zurückzukehren. Am 3. September 2019 stand sie im Länderspiel gegen Litauen wieder in der Startformation. Sie erzielte in diesem Spiel das 2:0. Sie nahm an der Europameisterschaft 2022 in England teil und qualifizierte sich mit dem Team für die Weltmeisterschaft 2023. In der Play-off-Partie gegen Wales schoss sie das entscheidende Tor in der letzten Minute der Verlängerung. Sie wurde von Nationaltrainerin Inka Grings in das Kader für die Endrunde berufen. Dort kam sie erst im letzten Spiel der Schweizerinnen zum Einsatz. Im Achtelfinal gegen Spanien wurde sie in der 75. Minute beim Stand von 1:5 eingewechselt. Im Oktober 2023 gab sie zum zweiten Mal ihren Rücktritt aus dem Nationalteam bekannt.

## Persönliches
Humm wuchs in Birr auf. Sie absolvierte ab 2003 eine Lehre als Logistik-Kauffrau bei der Firma Display LC AG in Gebenstorf, für die sie noch heute arbeitet.

## Erfolge
- Schweizer Meisterschaft (10): 2010, 2012, 2013, 2014, 2015, 2016, 2018, 2019, 2022, 2023
- Schweizer Cup (7): 2012, 2013, 2015, 2016, 2018, 2019, 2022
- Torschützenkönigin (5): 2014, 2016, 2019, 2022, 2023
- Qualifikation zur FIFA-Weltmeisterschaft 2015 in Kanada und 2023 in Australien/Neuseeland
- Qualifikation zur UEFA-Europameisterschaft 2017 in den Niederlanden und 2022 in England
- Gewinnerin Zypern-Cup 2017